# Castel San Giovanni
Castel San Giovanni är en ort och kommun i provinsen Piacenza i regionen Emilia-Romagna i Italien. Kommunen hade 13 725 invånare (2018).